# Сак Олександр Олександрович
Олександр Олександрович Сак (позивний «Стафф») — український військовослужбовець, полковник Збройних сил України, учасник російсько-української війни. Лицар ордена Богдана Хмельницького трьох ступенів.
Командир 47 ОМБр (2022—2023). Командир 53 ОМБр (2024—2025). Командир 59 ОШБр (з 2025).
У 2023 році увійшов до рейтингу «30 до 30: творці майбутнього» від «Forbes Україна».

## Життєпис
Народився в 1994 році.
Закінчив Закарпатський обласний ліцей-інтернат з посиленою військово-фізичною підготовкою, факультет бойового застосування військ Національної академії сухопутних військ імені Гетьмана Петра Сагайдачного (2015).
З 1 березня 2015 року розпочав службу в 93-й окремій механізованій бригаді як командир механізованого взводу. Службу проходив біля ДАПу. У Пісках дістав два поранення — один раз на БМП підірвався на перевіреній дорозі, де не мало бути мін. Згодом — осколкове поранення з АГС по ногах, коли «недостатньо добре заховався, хоч думав, що в укритті».
Улітку 2015 року став командиром роти, після поранення тодішнього комроти.
2016 року Сак зайшов на ротацію в Кримське, яке спершу видавалося легшим за Піски. 18 липня під час виходу на розвідку у тил російських окупантів його БМП-2 підірвалася. Загинув мехвод Роман Омельченко, був поранений у ногу Сак, кілька його бійців, а також Володимир Цірик, друг Олександра Сака. Цірик на перший погляд дістав легке поранення, але його не довезли до лікарні, він загинув. Той бій і поранення змінили Олександра, надалі він значно ретельніше планував бойові операції.
Під час третьої ротації біля Богданівки, в районі Волновахи, Сак виконував обов'язки комбата.
2019 року став командиром 3-го батальйону.
19 лютого 2022 року виїхав на рекогностування під Харків. Під час повномасштабного російського вторгнення був командиром механізованого батальйону, який вступив у бій з батальйонною тактичною групою ворога і переміг завдяки раціональному підходу до ведення бою і нестандартній тактиці поблизу Харкова. Пізніше був Ізюмський напрямок, Бахмут.
Як командир батальйону у 93-й окремій механізованій бригаді Сак підтримував зародження підрозділу Signum.
У листопаді 2022 року став командиром новоствореної 47-ї окремої механізованої бригади.
У вересні 2023 року знятий з посади командира 47 ОМБр. З 2024 року — командир 53-ї окремої механізованої бригади.
З 15 травня 2025 року — командир 59 ОШБр.

## Нагороди
- орден Богдана Хмельницького I ступеня (8 серпня 2022) — за особисту мужність і самовіддані дії, виявлені у захисті державного суверенітету та територіальної цілісності України, вірність військовій присязі;[14]
- орден Богдана Хмельницького II ступеня (7 березня 2022) — за особисту мужність і самовіддані дії, виявлені у захисті державного суверенітету та територіальної цілісності України, вірність військовій присязі;[15]
- орден Богдана Хмельницького III ступеня (4 лютого 2016) — за особисту мужність, самовідданість і високий професіоналізм, виявлені у захисті державного суверенітету та територіальної цілісності України, вірність військовій присязі;[16]
- народний герой України (2019);
- медаль «Захиснику Вітчизни» (27 жовтня 2016) — за особисту мужність і високий професіоналізм, виявлені у захисті державного суверенітету та територіальної цілісності України, вірність військовій присязі.[17]